# کارلوس نیتو (بازیکن فوتبال)
کارلوس نیتو (انگلیسی: Carlos Nieto؛ زادهٔ ۶ مهٔ ۱۹۹۶) بازیکن فوتبال اهل اسپانیا است.
از باشگاه‌هایی که در آن بازی کرده‌است می‌توان به باشگاه فوتبال رئال ساراگوسا اشاره کرد.